# Санін Василь Никифорович
Василь Никифорович Санін (6 грудня 1938, село Нове Ядгарово, тепер Куюргазинського району Республіки Башкортостан, Російська Федерація — 12 жовтня 1991) — радянський військово-політичний діяч, генерал-майор, начальник політичного відділу внутрішніх військ МВС СРСР в Українській РСР та РСР Молдова. Народний депутат України 1-го скликання (у 1990—1991).

## Біографія
Народився у селянській родині. Закінчив школу фабрично-заводського навчання у місті Салават Башкирської АРСР. Трудову діяльність розпочав токарем електромеханічної майстерні тресту «Башкирвугілля» у місті Кумертау Башкирської АРСР.
З 1957 року служив у Радянській армії. Закінчив Ленінградську військово-політичну школу.
Член КПРС з 1958 року.
Закінчив Чимкентський педагогічний інститут Казахської РСР та Військово-політичну академію імені Леніна.
Перебував на військово-політичній роботі. У 1986 році був учасником ліквідації наслідків аварії на Чорнобильській АЕС.
У 1987—1991 роках — начальник політичного відділу — заступник начальника внутрішніх військ МВС СРСР в Українській РСР та Молдавській РСР (РСР Молдова). У 1991 році — заступник начальника внутрішніх військ МВС СРСР по Україні та Молдові.
Народний депутат України 12-го скликання з 18.03.1990 (2-й тур), Жовтневий виборчий округ № 368, Харківська область. Член Комісії ВР України з питань оборони й державної безпеки. До груп, фракцій не входив.
Загинув у автомобільній катастрофі.

## Звання
- генерал-майор

## Нагороди та відзнаки
- орден «За службу Батьківщині у Збройних Силах СРСР» 3-го ст.
- медалі